# Giải vô địch bóng đá nữ U-20 châu Đại Dương 2012
Giải vô địch bóng đá nữ U-20 châu Đại Dương 2012  diễn ra tại Auckland, New Zealand từ 10 tháng 4 tới 14 tháng 4 năm 2012.
New Zealand là đội tuyển giành chiếc vé duy nhất dự Giải vô địch bóng đá nữ U-20 thế giới 2012 tại Nhật Bản.

## Kết quả
| Đội                | Tr | T | H | B | BT | BB | HS  | Đ |
| ------------------ | -- | - | - | - | -- | -- | --- | - |
| New Zealand        | 3  | 3 | 0 | 0 | 28 | 1  | +27 | 9 |
| Papua New Guinea   | 3  | 1 | 1 | 1 | 5  | 9  | –4  | 4 |
| Nouvelle-Calédonie | 3  | 1 | 0 | 2 | 8  | 15 | –7  | 3 |
| Samoa              | 3  | 0 | 1 | 2 | 2  | 18 | –16 | 1 |

| Nouvelle-Calédonie                      | 5 – 1    | Samoa    |
| --------------------------------------- | -------- | -------- |
| Maguire 12', 42', 72' · Heutro 68', 82' | Chi tiết | Malo 38' |

| New Zealand                                                       | 6 – 0    | Papua New Guinea |
| ----------------------------------------------------------------- | -------- | ---------------- |
| Loye 11' · Millynn 19' · White 23', 49' · Carter 79' · Rood 90+3' | Chi tiết |                  |

| Nouvelle-Calédonie | 1 – 10   | New Zealand                                                                             |
| ------------------ | -------- | --------------------------------------------------------------------------------------- |
| Heutro 28'         | Chi tiết | Rood 11', 54' · Wilkinson 12', 65' · White 25', 39' · Loye 38', 42' · G. Brown 68', 81' |

| Papua New Guinea | 1 – 1    | Samoa        |
| ---------------- | -------- | ------------ |
| Birum 68'        | Chi tiết | Mulipola 67' |

| Papua New Guinea                         | 4 – 2    | Nouvelle-Calédonie      |
| ---------------------------------------- | -------- | ----------------------- |
| Birum 9', 37' · Lose 54' · Gunemba 90+3' | Chi tiết | Cagous 10' · Heutro 21' |

| Samoa | 0 – 12   | New Zealand |
| ----- | -------- | --- |
|       | Chi tiết | Chance 5', 20', 82' · Skilton 12', 16' · Berger 26' · White 31', 49', 75' (p), 79' · Smallfield 71' · Wilkilson 90' |